# Jwaneng Galaxy Football Club
Jwaneng Galaxy Football Club é um clube de futebol do Botswana com sede em Jwaneng. O clube atualmente joga no Primeira Liga do Botsuana.

## História
A Galaxy foi fundada em 2015 depois que dois clubes locais se fundiram os Jwaneng Comets e Debswana Youngsters.
O Galaxy foi promovido à Premier League do Botswana pela primeira vez em 2015, vencendo a Primeira Divisão Sul com uma partida de poupar.

### Liga Premier do Botswana
O Galaxy ganhou o primeiro prata do clube em 2016-17, a Mascom Top 8 Cup, vencendo o Orapa United em tempo extra na final. Eles também terminaram em segundo lugar na Premier League do Botswana e se classificaram para a Copa das Confederações CAF 2018. Sitole foi demitido em novembro de 2017, mas o Galaxy terminou a campanha de 2017-18 em segundo lugar novamente, apenas quatro pontos atrás do campeão Township Rollers Football Club
Miguel da Costa tornou-se o treinador-chefe para a campanha de 2018-19

### Concorrência africana
Sob Morena Ramoreboli, o Galaxy se qualificou para fase de grupo da Liga dos Campeões Africanos pela primeira vez em 2021–22.

## Honras

### Liga
- Liga Premier do Botswana: 3

Campeão: 2020, 2023, 2024
Vice-campeão: 2017, 2018, 2019
- Botswana Primeira Divisão Sul: 1

Campeão: 2015

### Copas
- Mascom Top 8 Cup: 2

2016–17, 2018–19